# Bündnis 90/Die Grünen Berlin
Bündnis 90/Die Grünen Berlin ist der Landesverband der Partei Bündnis 90/Die Grünen in Berlin. Er wurde am 14. Mai 1993 mit dem Zusammenschluss der Alternativen Liste für Demokratie und Umweltschutz (AL) und des Bündnis 90 gegründet. Die Alternative Liste wurde am 5. Oktober 1978 in West-Berlin gegründet. Sie war eine selbstständige Partei, die ab 1980 die Aufgaben eines Landesverbandes der Grünen wahrnahm.

## Geschichte

### Gründung 1978
Die Gründungsphase der Partei der Grünen vollzog sich Ende der 1970er Jahre zunächst in unabhängigen Gruppierungen, bevor 1980 der Bundesverband gegründet wurde. Im Januar 1978 fand eine erste Tagung von Berliner Bürgerinitiativen zu Beteiligungsmöglichkeiten an der kommenden Wahl zum Abgeordnetenhaus 1979 statt. Am 27. Juni 1978 folgte ein Treffen zahlreicher Gruppen, bei dem über eine Wahlbeteiligung nach dem Beispiel der Hamburger Bunten Liste beraten wurde. Überwiegend wurde dabei eine Parteigründung abgelehnt, zum Teil aus der Sorge, dass die basisdemokratischen Bestrebungen und die Spontaneität der Initiativen damit gefährdet würde, und zum Teil deswegen, weil man die Protestbewegung für noch nicht genügend verankert hielt, um auf dem Feld der Parteipolitik bestehen zu können. Am 5. Oktober und am 3. November 1978 konstituierte sich dann aber doch die „Alternative Liste — Für Demokratie und Umweltschutz“ (AL) durch Zusammenschluss verschiedenster Gruppierungen – aus
zahlreichen Bürgerinitiativen, Anhängern der ehemaligen außerparlamentarischen Opposition, sowie Aktivisten kommunistischer Gruppierungen. Gründungsmitglieder waren unter anderem Wolfgang Wieland, Michael Wendt und  Dirk Schneider. Vorausgegangen waren heftige Konflikte innerhalb der linksalternativen Szene in West-Berlin um die politische Ausrichtung der Liste. Aus Sorge über den Einfluss maoistischer Splittergruppen hielten eine Reihe anfänglicher Unterstützer zunächst Distanz, so auch ihr später vielleicht prominentestes Mitglied Hans-Christian Ströbele.
Im Gegensatz zum wenig später gegründeten Landesverband der Grünen verzeichnete die AL sehr schnell Mitgliederzuwächse. Bei der Wahl 1979 verfehlte die AL mit 3,7 Prozent der Stimmen den Einzug ins Abgeordneten Haus von Berlin. Dies wurde angesichts der Breite der alternativen Bewegung in Berlin als enttäuschend empfunden. Sie zog aber in vier Bezirksverordnetenversammlungen (Kreuzberg, Schöneberg, Tiergarten und Wilmersdorf) ein.
Nach Gründung des Bundesverbandes der Grünen schloss die AL mit den Grünen die Vereinbarung, die Rolle des Landesverbandes der Grünen unter Beibehaltung des Namens Alternative Liste für Demokratie und Umweltschutz zu übernehmen.

### Einzug ins Abgeordnetenhaus 1981
Bei den Neuwahlen 1981 zog die AL mit 7,2 Prozent der Stimmen und neun Abgeordneten erstmals ins Berliner Abgeordnetenhaus ein und übersprang auch in allen zwölf Bezirken die Fünf-Prozent-Hürde. Mit diesem Ergebnis wurde sie drittstärkste Kraft noch vor der FDP. Damit verlor die bisher regierende sozialliberale Koalition unter Hans-Jochen Vogel (SPD) ihre Mehrheit und die CDU unter Richard von Weizsäcker verfehlte die absolute Mehrheit. Von Weizsäcker bildete daraufhin einen Minderheitssenat, der gegen SPD und AL, aber auch Teile der FDP regierte und sich auf einige Abweichler der FDP stützen konnte. 1983 trat die FDP in eine Koalition mit der CDU ein, sodass die AL zusammen mit der SPD die Opposition bildete. Die konkurrierende Grüne Liste Berlin, damals der offizielle Berliner Landesverband der Grünen, erhielt nur 0,3 Prozent.
1985 kam es in der AL zu Auseinandersetzungen um die heidnisch-germanischen Mitglieder und Funktionäre Géza von Neményi, Vorstandsmitglied im Berliner Landesverband der Grünen, seinen Bruder Andor und Michael Pflanz, Vorsitzender des Berliner Schiedsgerichts der Grünen, der bis dahin immer noch mit der AL konkurrierte, die sich jedoch längst den Status als De-facto-Landesverband errungen hatte. Andere ähnlich problematische AL Mitglieder, wie Irmgard Kohlhepp, damals friedensbewegte Jugendsozialarbeiterin, von 1981 bis 1983 Mitglied des Berliner Abgeordnetenhauses für die AL, wurden erst viel später „aus der ‚Grünen‘ Partei ausgeschlossen“.
Bei der Wahl 1985 konnte die AL ihren Stimmenanteil auf 10,6 Prozent ausbauen und ihre Position als drittstärkste Kraft behaupten. Dennoch verblieb sie mit der SPD in der Opposition, da diese auf 32,4 Prozent der Stimmen absackte. Die CDU-FDP-Koalition unter Eberhard Diepgen blieb an der Regierung.

### Rot-Grüne Koalition 1989–1990
Bei der Wahl 1989 reichte es für eine rot-grüne Mehrheit, als die AL sich auf 11,8 Prozent und sich die SPD unter Walter Momper auf 37,3 Prozent der Stimmen steigern konnte, während die Regierungspartei FDP an der Fünf-Prozent-Hürde scheiterte. Die Koalition kam allerdings erst zustande, nachdem die AL einigen von Walter Momper formulierten politischen Grundsätzen zustimmte, namentlich der Anerkennung des Gewaltmonopols des Staates, der Rechte und Präsenz der Alliierten in Berlin sowie der Bindungen Berlins an den Bund (Bundesrepublik Deutschland). Die AL hingegen konnte sich insbesondere im Bereich der ökologischen Stadterneuerung im Koalitionsvertrag durchsetzen. Sie stellte mit Michaele Schreyer, Sybille Volkholz und Anne Klein drei Senatorinnen, die SPD die übrigen zehn, wobei auch hier die Hälfte Frauen waren, sodass Mompers Senat die erste Landesregierung mit „Frauenmehrheit“ war. Die Koalition war von wiederkehrenden internen Konflikten geprägt.
Kurz vor der Neuwahl am 2. Dezember 1990, welche aufgrund der Wiedervereinigung Berlins notwendig wurde, kündigte die AL die Koalition auf, nachdem Innensenator Erich Pätzold (SPD) eine Reihe besetzter Häuser in der Mainzer Straße in Friedrichshain hatte polizeilich räumen lassen.

### Umbenennung 1990-Gegenwart
Bei der Neuwahl konzentrierte sich die AL auf den Westteil Berlins und kam landesweit auf 4,994 Prozent der Stimmen, während die sich auf den Osten konzentrierende Listenvereinigung Bündnis 90/Grüne/UFV auf 4,4 Prozent der Stimmen kam. Auf Grund der Sonderregelung, dass bei dieser Wahl die Fünf-Prozent-Hürde nur in einem der beiden Teile Berlins übersprungen werden musste, zogen sowohl die AL als auch die Ost-Berliner Listenverbindung ins Parlament ein. Zusammen bildeten sie eine Fraktionsgemeinschaft.
Nach dem Vereinigungsparteitag von Bündnis 90 und den Grünen nahm die AL ebenfalls den Namen „Bündnis 90/Die Grünen“ an und ist somit heute auch dem Namen nach der Landesverband von Bündnis 90/Die Grünen. Der Kreisverband Spandau heißt allerdings weiter „Bündnis 90/Die Grünen Alternative Liste Spandau“. Dort bildeten sich zwischen 2011 und 2016 zwei Oppositionsgruppen, die „Grüne Perspektive Spandau“, eine vom damaligen Kreisverband nicht akzeptierte Arbeitsgemeinschaft, die allerdings vom Landesverband als AG anerkannt war, und die Gruppe „Grüner Frühling Spandau“. Anfang 2016 löste sich die Grüne Perspektive Spandau auf.
Nach der Abgeordnetenhauswahl vom 18. September 2011 bestand für Bündnis 90/Die Grünen durch das mit 17,6 Prozent beste Wahlergebnis in Berlin wieder die Möglichkeit einer Koalition mit der SPD. Die Sozialdemokraten schlossen jedoch eine Koalition mit der CDU, nachdem rot-grüne Koalitionsverhandlungen gescheitert waren. Von 2016 bis 2023 waren die Grünen gemeinsam mit den Linken an einer SPD-geführten Koalition beteiligt (Senat Müller II und Senat Giffey). Seit 2023 befinden sie sich wieder in der Opposition.

## Landesverband

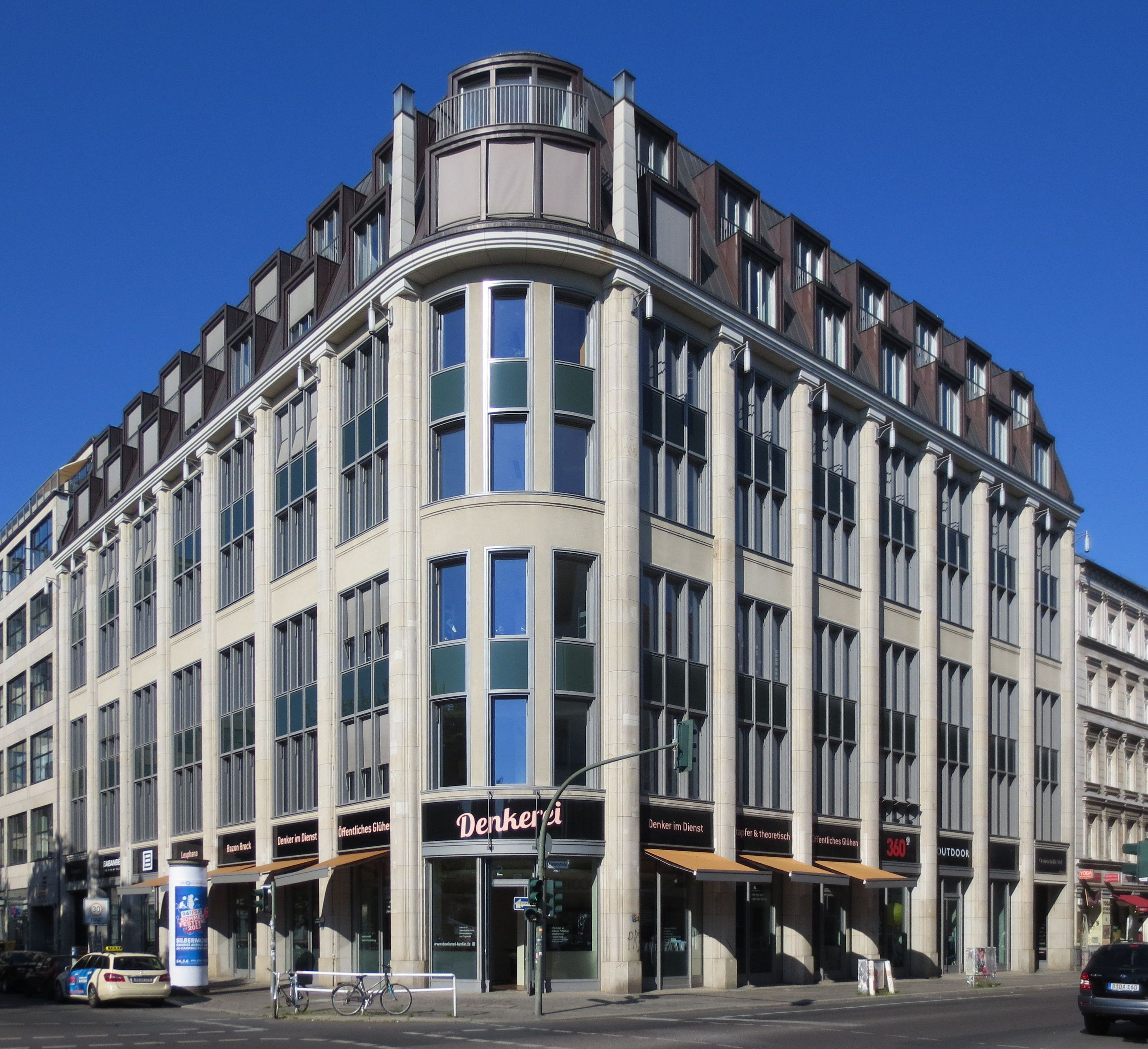
Landesgeschäftsstelle der Partei in Berlin

## Wahlergebnisse

Grüne Wahl zum Abgeordnetenhaus von Berlin 2023

| Wahlergebnisse in West-Berlin           | Wahlergebnisse in West-Berlin |
| --------------------------------------- | ----------------------------- |
| Abgeordnetenhaus 18. März 1979          | 3,7 %                         |
| Abgeordnetenhaus 10. Mai 1981           | 7,2 %                         |
| Abgeordnetenhaus 10. März 1985          | 10,6 %                        |
| Abgeordnetenhaus 29. Januar 1989        | 11,8 %                        |
| Wahlergebnisse in Ost-Berlin            |                               |
| Volkskammer 18. März 1990               | B’90 6,3 % Gr./UFV 2,7 %      |
| Stadtverordnetenversammlung 6. Mai 1990 | B’90 9,9 % Grüne Liste 2,7 %  |
| Wahlergebnisse in Berlin                |                               |
| Abgeordnetenhaus 2. Dezember 1990       | AL 5,0 % B’90/Gr./UFV 4,4 %   |
| Bundestag 2. Dezember 1990              | AL 3,9 % B’90/Gr./UFV 3,3 %   |
| Europaparlament 12. Juni 1994           | 14,3 %                        |
| Bundestag 16. Oktober 1994              | 10,2 %                        |
| Abgeordnetenhaus 22. Oktober 1995       | 13,2 %                        |
| Bundestag 27. September 1998            | 11,3 %                        |
| Europaparlament 13. Juni 1999           | 12,5 %                        |
| Abgeordnetenhaus 10. Oktober 1999       | 9,9 %                         |
| Abgeordnetenhaus 21. Oktober 2001       | 9,1 %                         |
| Bundestag 22. September 2002            | 14,6 %                        |
| Europaparlament 13. Juni 2004           | 22,8 %                        |
| Bundestag 18. September 2005            | 13,7 %                        |
| Abgeordnetenhaus 17. September 2006     | 13,1 %                        |
| Europaparlament 7. Juni 2009            | 23,6 %                        |
| Bundestag 27. September 2009            | 17,4 %                        |
| Abgeordnetenhaus 18. September 2011     | 17,6 %                        |
| Bundestag 22. September 2013            | 12,3 %                        |
| Europaparlament 25. Mai 2014            | 19,1 %                        |
| Abgeordnetenhaus 18. September 2016     | 15,4 %                        |
| Bundestag 24. September 2017            | 12,6 %                        |
| Europaparlament 26. Mai 2019            | 27,8 %                        |
| Abgeordnetenhaus 26. September 2021     | 18,9 %                        |
| Bundestag 26. September 2021            | 22,4 %                        |
| Abgeordnetenhaus 12. Februar 2023       | 18,4 %                        |